# Usa (Duitsland)
De Usa, ook Usbach of Us genoemd, is een rivier in het Duitse Taunusgebergte. Orografisch is het een rechtszijdige en westelijke zijrivier van de Wetter, die behoort tot het stroomgebied van de Rijn. De Usa is 34,1 km lang en mondt bij Friedberg uit in de Wetter.
De bron van de Usa bevindt zich ongeveer 2,5 km zuidwestelijk van Neu-Anspach, in het oostelijk deel van de zogenaamde Hintertaunus, een natuurrijk gebied in het noordoostelijk deel van de Taunus.

## Steden langs de Usa
Bij onderstaande steden wordt aangegeven of ze op de linkeroever liggen, of op de rechteroever. Ligt een stad op beide oevers, dan wordt eerst de oever met het stadscentrum aangegeven.
- Neu-Anspach (l/r)
- Usingen (l)
- Bad Nauheim (r/l)
- Friedberg (r/l)